# Priszovjani
Priszovjani (macedónul: Присовјани) település Észak-Macedóniában, a Délnyugati körzetben, Sztruga községben.

## Népesség
| Lakosok száma | 382  | 350  | 288  | 222  | 33   | 19   | 13   | 11   | 3    |
|               | 1948 | 1953 | 1961 | 1971 | 1981 | 1991 | 1994 | 2002 | 2021 |

2002-ben 11 lakosa volt, akik mindannyian macedónok.